# Christopher Nilsen
Christopher Nilsen (ur. 13 stycznia 1998 w Kansas City) – amerykański lekkoatleta specjalizujący się w skoku o tyczce.
W 2016 był siódmy na mistrzostwach świata juniorów w Bydgoszczy. Rok później nie przebrnął przez eliminacje podczas seniorskich mistrzostw świata w Londynie. Mistrz igrzysk panamerykańskich w Limie (2019). W 2021 został srebrnym medalistą igrzysk olimpijskich w Tokio. W 2022 zdobył brąz na halowych mistrzostwach świata w Belgradzie oraz srebro na światowym czempionacie w Eugene. Rok później na mistrzostwach świata w Budapeszcie wywalczył brąz.
Medalista mistrzostw USA. Stawał na najwyższym stopniu podium mistrzostw NCAA.
Rekordy życiowe: stadion – 6,00 (6 maja 2022, Vermillion); hala – 6,05 (5 marca 2022, Rouen) rekord Ameryki Północnej, 5. wynik w historii światowej lekkoatletyki.

## Osiągnięcia
| Rok  | Impreza                     | Miejsce   | Pozycja           | Wynik |
| ---- | --------------------------- | --------- | ----------------- | ----- |
| 2016 | Mistrzostwa świata juniorów | Bydgoszcz | 7. miejsce        | 5,35  |
| 2017 | Mistrzostwa świata          | Londyn    | el. – 13. miejsce | 5,60  |
| 2019 | Igrzyska panamerykańskie    | Lima      | 1. miejsce        | 5,76  |
| 2021 | Igrzyska olimpijskie        | Tokio     | 2. miejsce        | 5,97  |
| 2022 | Halowe mistrzostwa świata   | Belgrad   | 3. miejsce        | 5,90  |
| 2022 | Mistrzostwa świata          | Eugene    | 2. miejsce        | 5,94  |
| 2023 | Mistrzostwa świata          | Budapeszt | 3. miejsce        | 5,95  |
| 2024 | Halowe mistrzostwa świata   | Glasgow   | 4. miejsce        | 5,75  |
| 2024 | Igrzyska olimpijskie        | Paryż     | el. – 26. miejsce | 5,40  |